# Som (Somogy)
Pour les articles homonymes, voir Som.
Som est un village et une commune du comitat de Somogy en Hongrie.